# Marlinowo
Marlinowo (Duits: Marlinowen; 1938-1945: Mörleinstal) is een plaats in het Poolse woiwodschap Ermland-Mazurië, in het district Gołdapski. De plaats maakt deel uit van de gemeente Dubeninki.